# Zuiderzeemuseum

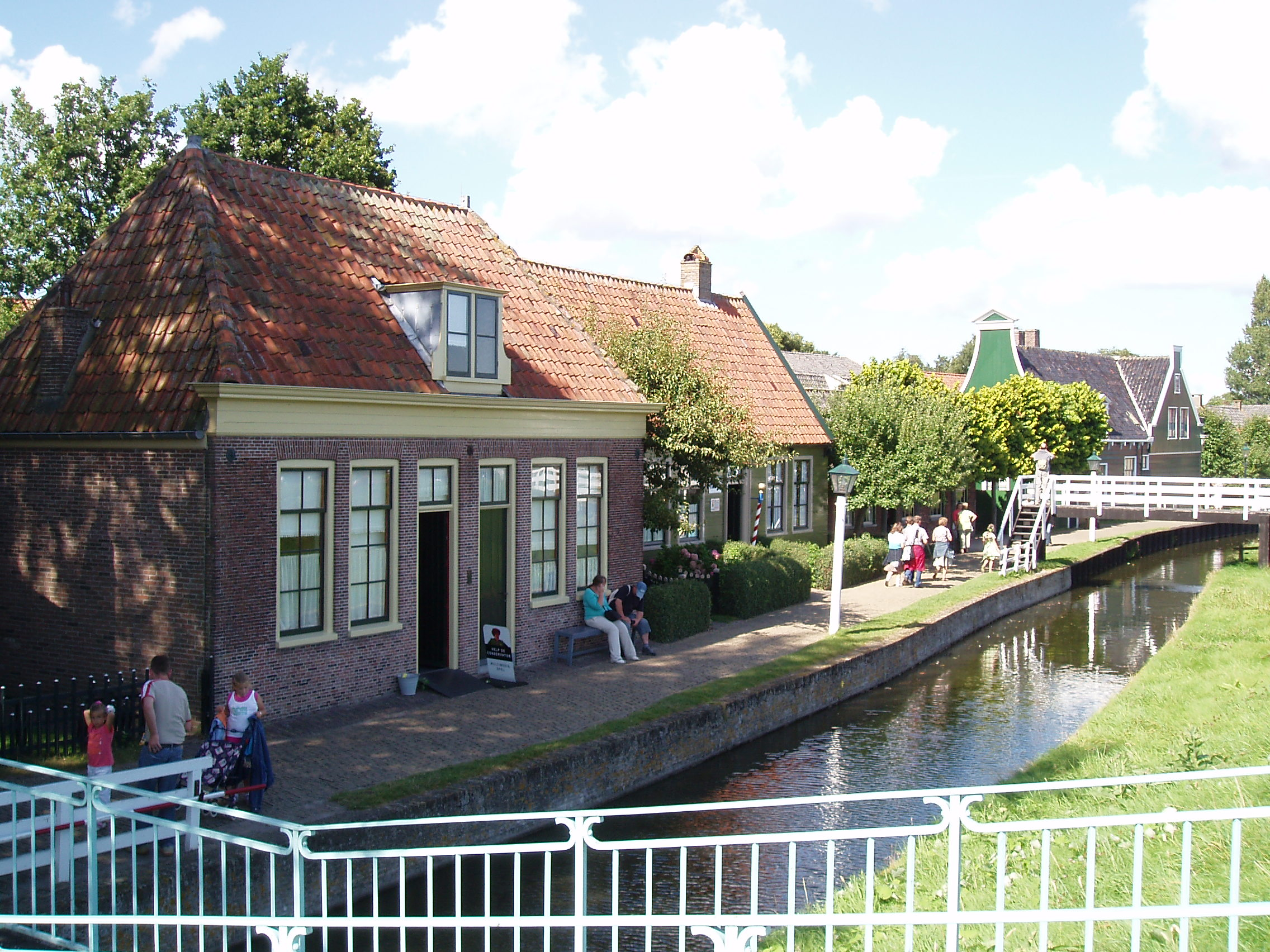
Byggnader i friluftsmuseet

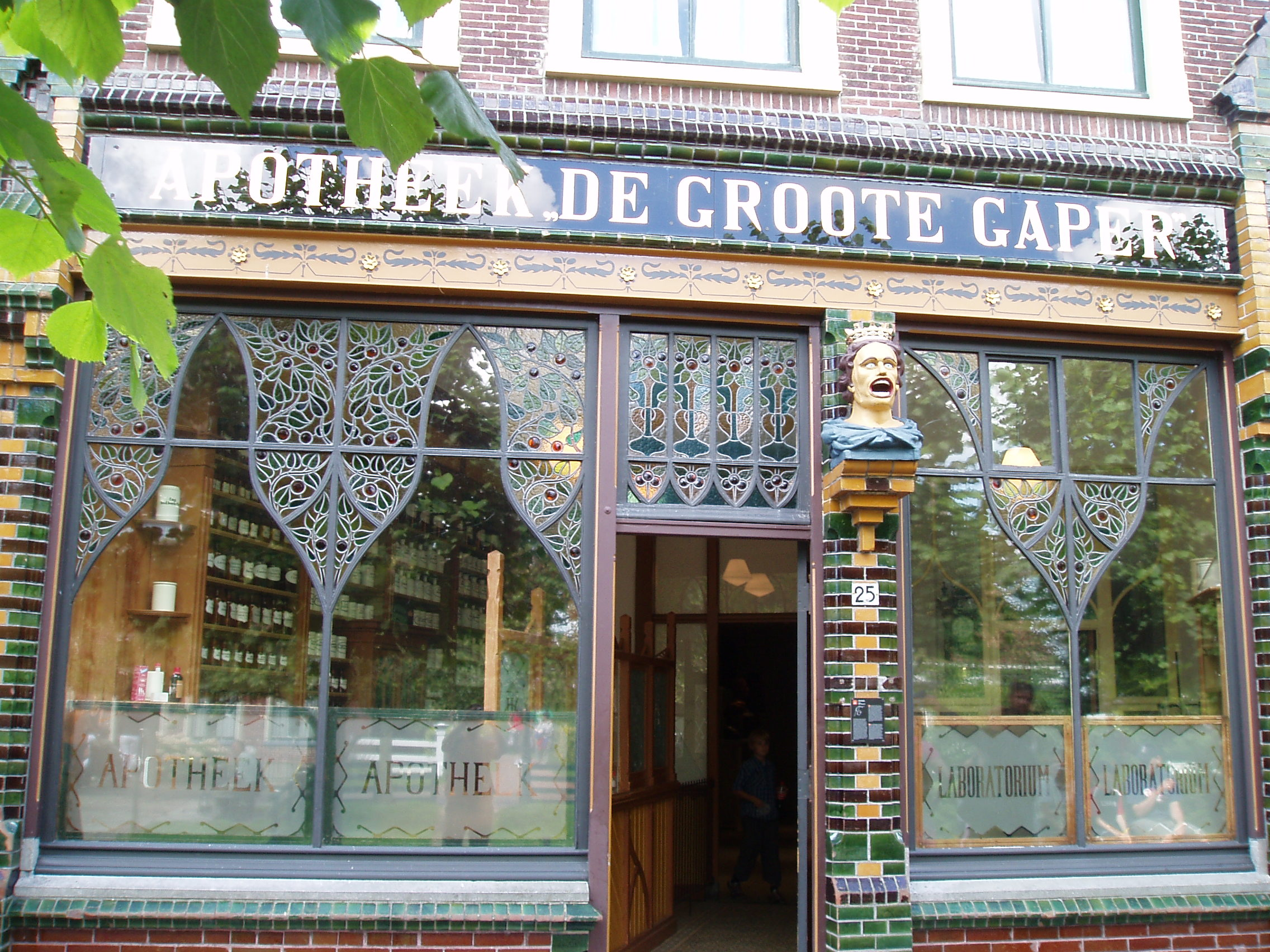
Apoteket "De Groote Gaper"

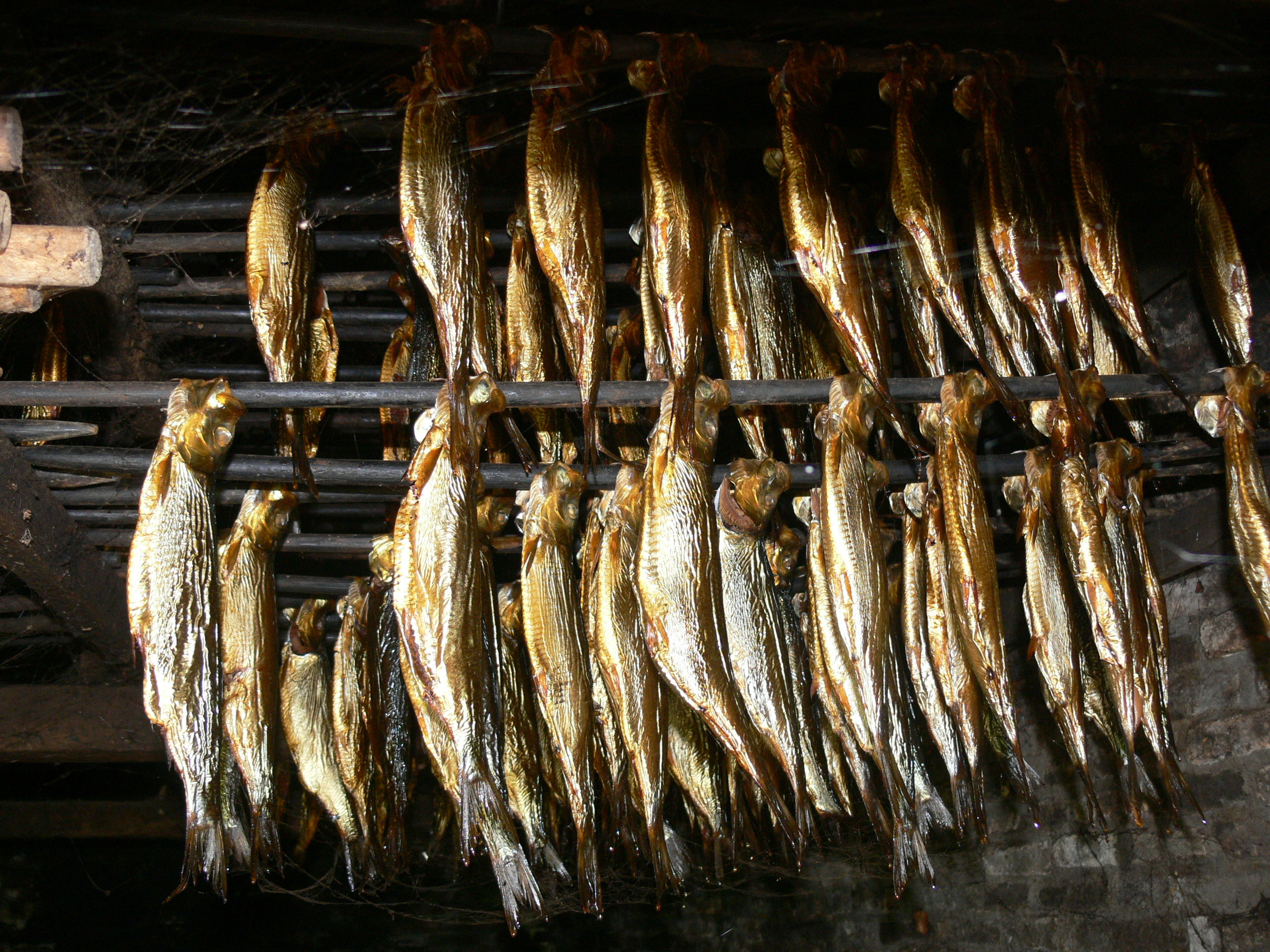
Rökt sill - en delikatess

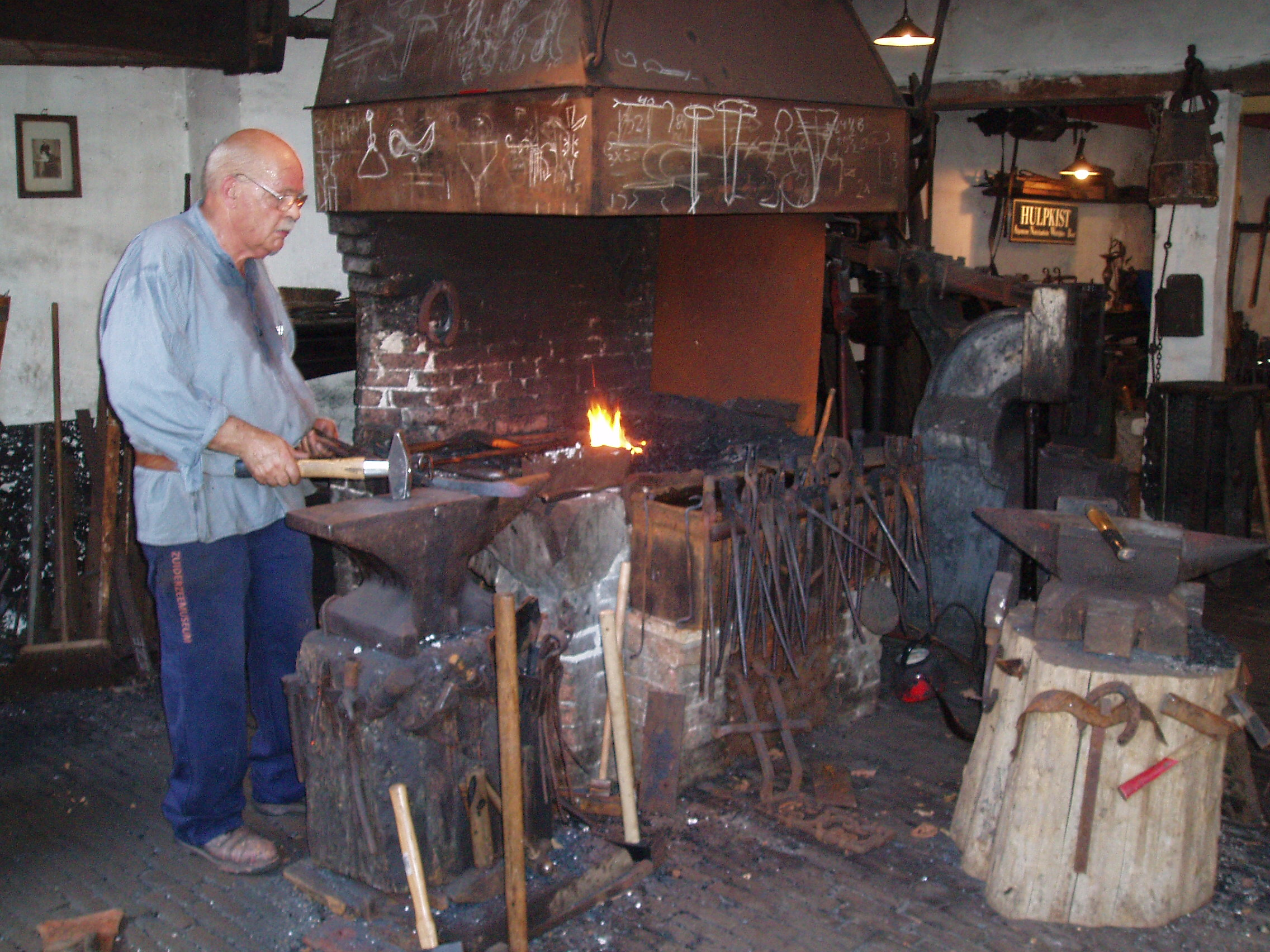
Demonstration av hantverkstekniker

Zuiderzeemuseum är ett friluftsmuseum i den nordholländska staden Enkhuizen. Museet har namn efter den historiska Zuiderzeesjön (i dag IJsselmeer), och korades 1984 till Årets museum i Europa. 
Friluftsmuseet är uppbyggt som en typisk liten stad vid Zuiderzee från perioden mellan 1700 och 1900. Byggnaderna kommer från olika platser omkring IJsselmeer. Det är fiskarhem och andra bostäder, och dessutom kyrka, väderkvarn, apotek, skola, flera hantverksföretag, samt hamn och kanaler.
Under sommarsäsongen blir museet befolkat; skådespelarna går in i rollerna som bybor. Man träffar segelmakaren, smeden och träskomakaren. Det er också aktivitet i bageriet, i mejeriet – där det lagas ost, och i rökeriet där man kan få smaka nyrökt böckling (sill) – en delikatess.
Museet har också utställningar i stora lagerbodar från 1600-talet. Här finns bland annat en samling äldre båtar och redskap från bönder och fiskare.
Museibesökarna fraktas från parkeringsplatsen till museet med en färja (ca. 15 minuter).